# Unia
Az Unia (finnül „álmok”) című lemez a Sonata Arctica nevű finn power metal együttes ötödik stúdióalbuma. 2007 májusában jelent meg.

## A számok listája
(mindegyik dalt Tony Kakko írta)
1. In Black and White – 5:03
2. Paid in Full – 4:24
3. For the Sake of Revenge – 3:23
4. It Won't Fade – 5:58
5. Under Your Tree – 5:14
6. Caleb – 6:16
7. The Vice – 4:08
8. My Dream's but a Drop of Fuel for a Nightmare – 6:13
9. The Harvest – 4:18
10. To Create a Warlike Feel – 5:03
11. The Worlds Forgotten, the Words Forbidden – 2:57
12. Fly with the Black Swan – 5:08
13. Good Enough is Good Enough – 5:32
14. They Follow – 4:50
15. Out in the Fields (Gary Moore-feldolgozás) – 4:06
16. My Dream's but a Drop of Fuel for a Nightmare (instrumentális) – 6:13

A To Create a Warlike Feel egy bónuszdal a korlátozott példányszámú európai, finn, a dupla bakelit és a „Nuclear Blast Mailorder” verzión.
Az Out in the Fields is egy bónuszdal, a japán, észak-amerikai, a dupla bakelit és „Nuclear Blast Mailorder” kiadáson.
A They Follow, valamint a My Dream's but a Drop of Fuel for a Nightmare instrumentális változata csak a japán kiadáson szerepel.

## Közreműködők
- Tony Kakko – ének, háttérvokál, billentyűsök
- Jani Liimatainen – elektromos gitár, akusztikus gitár („The Worlds Forgotten, the Words Forbidden”, „They Follow”)
- Tommy Portimo – dob
- Marko Paasikoski – basszusgitár
- Henrik Klingenberg – billentyűsök
- Celestina Choir, Tarja Vanhala vezetésével – kórus az „In Black and White”, „Under Your Tree”, „To Create A Warlike Feel” és a „Caleb” című dalokban
- Vonósok a „Good Enough is Good Enough”-ban:
  - Tuomas Airola – cselló
  - Elar Kuiv – hegedű
  - Kati Niemelä – hegedű/brácsa
  - Anna-Leena Kangas – brácsa
  - Oskari Hannula – nagybőgő
  - Tuomas Airola vezetésével
- Peter Engberg – akusztikus gitár, buzuki, hárfa („They Follow”, „Under Your Tree”, „The Harvest”, „It Won't Fade”, „Fly With the Black Swan”)
- Jarkko Martikainen – finn vokál a „To Create a Warlike Feel”-ben
- Milla V – a női hang a „Caleb” elején
- Starbuck – „whatevergod…” („Caleb”) és „just passion and rage” („In Black and White”)